# Котловка (Граховський район)
Котло́вка (Нова Котловка, рос. Котловка) — присілок в Граховському районі Удмуртії, Росія.

## Населення
Населення — 194 особи (2010; 272 у 2002).
Національний склад станом на 2002 рік:
- росіяни — 93 %

## Господарство
В присілку діють середня школа, дитячий садок, бібліотека, клуб та фельдшерсько-акушерський пункт.

## Історія
Присілок був заснований на початку XIX століття. З 1829 року присілок відносився до приходу Свято-Троїцької церкви присілка Кувак, а після зведення церкви в селі Грахово — до нього. За даними 10-ї ревізії 1859 року в присілку було 15 дворів та проживало 144 особи. До 1921 року присілок входило в склад Граховської волості Єлабузького повіту, потім — Можгинського повіту. З 1924 року присілок перебував в складі Русько-Адам-Учинської сільської ради. 1954 року сільрада була ліквідована і присілок відійшов до складу Граховської сільської ради. У 2004 році присілок увійшов до складу Котловського сільського поселення.

## Урбаноніми[3]
- вулиці — Азіна, Жовтнева, Лісова, Нова, Піонерська, Ювілейна